# Enrique Albizu
Enrique Albizu Perurena (Valencia, 15 de julio de 1926 - Fuenterrabía, 4 de febrero de 2014) fue un pintor español, que destacó por sus paisajes y, sobre todo, por sus retratos, miembro de la llamada «tercera generación de la Escuela del Bidasoa».

## Biografía
Hijo de una familia de origen vasco, nació en Valencia. Junto con su familia vivió en Madrid y retornó al País Vasco al finalizar la Guerra Civil. Fijaron su residencia en Irún y comenzó entonces para el joven Enrique Albizu un largo periodo de formación: durante cuatro años (1939-1943) estudió dibujo en el propio Irún, para viajar a Valencia después incorporándose a la Real Academia de Bellas Artes de San Carlos, y más tarde en Madrid, a la Real de San Fernando, donde finalizó la formación oficial en 1949. Becado, salió de España y amplió su formación en la Academia Española de Bellas Artes de Roma durante un año. No obstante, ya había obtenido reconocimiento público por sus primeras exposiciones en el País Vasco en la segunda mitad de los años 1940.
Hasta mediados de los años 1950 se sucedieron las exposiciones, también en Madrid y Alicante. En 1956 marchó a Venezuela y fijó su residencia en la capital, Caracas. En su estancia por cuatro años en América trabajó de forma singular el retrato. En los años 1960 regresó a España, y estableció definitivamente su residencia en el País Vasco. En esta época el reconocimiento de su obra se extendió y fueron múltiples las exposiciones que tuvo ocasión de celebrar, tanto de forma individual como colectiva. Su obra llegó a colecciones particulares de todo el mundo y a museos como el de Bellas Artes de Bilbao, la Real Academia de Bellas Artes de San Fernando o el Museo de San Telmo. Fue miembro de la Real Sociedad Bascongada de Amigos del País.